# Phaeotremella
Phaeotremella Rea – rodzaj grzybów z rodziny trzęsakowatych (Tremellaceae).

## Systematyka i nazewnictwo
Pozycja w klasyfikacji według Index Fungorum: Tremellaceae, Tremellales, Incertae sedis, Tremellomycetes, Agaricomycotina, Basidiomycota, Fungi.
Takson utworzył Carleton Rea w 1912 roku.
Gatunki występujące w Polsce:
- Phaeotremella foliacea (Pers.) Wedin, J.C. Zamora & Millanes 2016 – tzw. trzęsak listkowaty
- Phaeotremella frondosa (Fr.) Spirin & Malysheva 2018[2]
- Phaeotremella mycetophiloides (Kobayasi) Millanes & Wedin 2015 - tzw. trzęsaka grzybolubka[3]
- Phaeotremella mycophaga (G.W. Martin) Millanes & Wedin 2015 – tzw. trzęsak grzybojadek[4]
- Phaeotremella simplex (H.S. Jacks. & G.W. Martin) Millanes & Wedin 2015 – tzw. trzęsak dwuzarodnikowy
- Phaeotremella translucens (H.D. Gordon) M. Yamada, Endoh & Degawa 2022[4][5]

Nazwy naukowe według Index Fungorum. Wykaz gatunków i nazwy polskie według Władysława Wojewody i innych. Są niespójne z aktualną nazwą naukową.